# Prix Italia
Der Prix Italia ist ein europäischer Hörfunk-, Fernseh- und Internet-Wettbewerb. Er wurde 1948 von der Radiotelevisione Italiana in Capri gegründet und zählt mittlerweile zu den ältesten und renommiertesten internationalen Preisen.
75 öffentlich-rechtliche und private Rundfunkstationen sind Partner und ständige Mitglieder des Prix Italia. Sie repräsentieren 60 Länder in fünf Kontinenten.

## Gewinner
Das erste Hörspiel, das mit dem Prix Italia ausgezeichnet wurde, war 1954 die BBC-Produktion von Dylan Thomas’ Under Milk Wood (dt. Unter dem Milchwald), welches von Regisseur Douglas Cleverdon (1903–1987) inszeniert wurde. Im Jahr 1987 erhielt den Prix Italia das WDR-Hörspiel Nordwestpassage von Autor Guntram Vesper und Regisseur Heinz von Cramer. Im Jahr 1995 erhielten Andreas Ammer und FM Einheit den Preis für ihre Dante-Adaption Apocalypse Live.
In der Kategorie Feature (Radiodokumentation) wurde beispielsweise 1980 die französische Arbeit Questionnaire pour Lesconil von Yann Paranthoën ausgezeichnet (Radio France), 2007 die dänische Produktion Bomben i Bagdad (engl. The Bomb in Baghdad) von Torben Paaske (Danmarks Radio).
2009 erhielt Lost in Music – Die Cornel Chiriac-Story von Patrick Banush, eine Koproduktion der ARD – Sender Südwestrundfunk SWR mit dem Westdeutschen Rundfunk WDR und dem BR den Preis.
Als erster deutscher Fernsehfilm wurde 1962 Seelenwanderung (Drehbuch: Karl Wittlinger, Regie: Rainer Erler) ausgezeichnet; die Bavaria-Produktion kam später auch in die Kinos, wurde aber als Fernsehfilm gedreht und gesendet. Es folgte 1971 Das Millionenspiel von Wolfgang Menge und Tom Toelle. Im Jahr 2000 erhielt Schande von Claudia Prietzel und Peter Henning den Preis, 2012 Der letzte schöne Tag (Regie: Johannes Fabrick, Drehbuch: Dorothee Schön).